# Jason Isaacs
Jason Isaacs (født 6. juni 1963 i Liverpool, Storbritannien) er en engelsk skuespiller. Isaacs er bedst kendt for rollen som den nådesløse oberst William Tavington i The Patriot (2000) samt rollen som dødsgardisten Lucius Malfoy i Harry Potter-filmene.

## Barndom og opvækst
Jason Isaacs blev født den 6. juni 1963 som det tredje barn ud af fire. Han blev født af forældrene Sheila og Eric Isaacs og er den sjette generation af jødiske indvandrere. I den tidlige del af hans liv gik han på en jødisk skole i Liverpool, men da han var 11 flyttede familien til London, hvor Isaacs begyndte på Haberdasher's Aske's Boys School i Elstree. For ikke at blive drillet med sin Liverpoolaccent tillagde Isaacs sig en mere passende accent. Isaacs blev på denne skole meget populær.[kilde mangler]
Da Isaacs var 18 flyttede han til USA for at læse jura på Bristol University, men her begyndte Isaacs at interessere sig for skuespil, hvor han instruerede og medspillede i op til tredive teaterstykker på Edinburgh Fringe Festival. Efter dimission i 1985, flyttede Isaacs straks tilbage til London for at studere på Central School of Speech and Drama, hvor han også mødte sin kone Emma Hewitt. I 1989 medvirkede han for første gang i komedien The Tall Guy.

## Karriere
Efter sin debut i The Tall Guy begyndte Isaacs at medvirke i film og tv-serier som Capital City, Civvies, Taggart og Inspector Morse, hvor de to sidstnævnte hjalp Isaacs med i Storbritannien at få et godt ry som fortolker af skurkeroller. Han blev i 1993 bemærket for sin rolle som den homoseksuelle Louis Ironside i den pulitzerpris-vindende Angels in America: A Gay Fantasia on National Themes af Tony Kushner. I 1994 fik han sin første store rolle i Shopping.
| Citat                                                                           | Altså, jeg spiller alle disse hårde fyre og banditter og stærke, komplekse roller. I virkeligheden er jeg en krybende, neurotisk, jødisk rod. Kan jeg ikke for en gangs skyld spille det på scenen. | Citat |
| Jason Isaacs, da han stillede op som rollen Louis Ironside i Angels in America. | |       |

I midten af '90'erne fik Hollywood øje på ham efter sine roller i de britiske film Dragonheart fra 1996 og Event Horizon fra 1997. Han blev tildelt en større rolle i filmen Armageddon fra 1998, men måtte takke nej og tage en mindre rolle, da han allerede var blevet castet som en terrorist i komediefilmen Divorcing Jack, også fra 1998. I 2000 fik han sit helt store gennembrud som den brutale og nådesløse oberst William Tavington i The Patriot, hvor han begår en stor række mord på hovedpersonen Benjamin Martins (Mel Gibson) nærmeste.
I starten af 2000'erne havde Isaacs fået stor anerkendelse for sin rolle i The Patriot og han begyndte at spille roller i filmene Force of Change (2000), Sweet November (2001) og Black Hawk Down (2001). I 2002 kom Isaacs tilbage i rollen som skurk i Harry Potter og Hemmelighedernes Kammer hvor han spiller Lucius Malfoy, en af Voldemorts mest betroede dødsgardister. Han blev herefter udpeget som en af verdens 13 mest sexede mænd ifølge San Francisco Chronicle, hvorefter han spillede roller i filmene The Tuxedo og Windtalkers, begge fra 2002. I 2003 fik han rollen som Kaptajn Hook i Peter Pan og senere fik han også tilbudt rollen som fotografjournalisten Colin Ayres i tv-serien The West Wing.
I 2005 var Isaacs tilbage som skurken Lucius Malfoy i Harry Potter og Flammernes Pokal. I 2006 til 2007 var Isaacs optaget med to roller i tv-serierne Brotherhood og The State Within og lidt efter skulle Isaacs igen optræde som Lucius Malfoy i Harry Potter og Fønixordenen. I denne periode var han også med i filmen Friends with Money og deltog også i traileren til gyserfilmen Grindhouse. Isaacs har efterfølgende medvirket i de andre Harry Potter-film, som Harry Potter og Halvblodsprinsen, Harry Potter og Dødsregalierne - del 1 & 2.

## Priser
Jason Isaacs har været nomineret til 11 priser, hvor af han kun har vundet en, nemlig en Satellite Award for Bedste skuespiller i en miniserie.
| År   | Pris                               | Pristype                           | Film                                    | Status    |
| ---- | ---------------------------------- | ---------------------------------- | --------------------------------------- | --------- |
| 2001 | Blockbuster Entertainment Award    | Bedste skurk                       | The Patriot                             | Nomineret |
| 2001 | London Critics Circle Film Award   | Årets bedste støttende skuespiller | The Patriot                             | Nomineret |
| 2002 | Phoenix Film Critics Society Award | Bedste rolleliste                  | Black Hawk Down                         | Nomineret |
| 2003 | Phoenix Film Critics Society Award | Bedste rolleliste                  | Harry Potter og Hemmelighedernes Kammer | Nomineret |
| 2005 | Gotham Awards                      | Bedste rolleliste                  | Nine Lives                              | Nomineret |
| 2008 | Golden Globe                       | Bedste optræden i en miniserie     | The State Within                        | Nomineret |
| 2008 | Satellite Awards                   | Bedste skuespiller i en dramaserie | Brotherhood                             | Nomineret |
| 2009 | BAFTA Awards                       | Bedste skuespiller                 | The Curse of Steptoe                    | Nomineret |
| 2010 | London Critics Circle Film Award   | Bedste skuespiller                 | Good                                    | Nomineret |
| 2011 | Satellite Awards                   | Bedste skuespiller i en miniserie  | Case Histories                          | Vundet    |
| 2012 | Emmy Awards                        | Bedste skuespiller                 | Case Histories                          | Nomineret |